# Grand Prix Hassan II 2002
Il Grand Prix Hassan II 2002  è stato un torneo di tennis giocato sulla terra rossa. È stata la 18ª edizione del Grand Prix Hassan II, che fa parte della categoria International Series nell'ambito dell'ATP Tour 2002. Si è giocato al Complexe Al Amal di Casablanca in Marocco, dall'8 aprile al 15 aprile 2002.

## Campioni

### Singolare
Younes El Aynaoui ha battuto in finale  Guillermo Cañas con il punteggio di 3–6, 6–3, 6–2

### Doppio
Stephen Huss /  Myles Wakefield hanno battuto in finale  Martín García /  Luis Lobo con il punteggio di 6–4, 6–2